# Europamesterskabet i fodbold 1984
Europamesterskabet i fodbold 1984 var det syvende EM i fodbold arrangeret af UEFA. Turneringen blev afholdt i to faser – først en kvalifikation, hvorfra syv hold gik videre til slutrunden sammen med det direkte kvalificerede værtsland, Frankrig. Slutrunden blev spillet i Frankrig i perioden 11. – 27. juni 1984.
Otte hold deltog i slutrunden i Frankrig, og det var hjemmeholdet anført af Michel Platini, der vandt EM-titlen for første gang. Platini scorede ni mål i sine fem kampe og var turneringens helt store profil. I finalen besejrede franskmændene Spanien 2-0. 
Det var en overraskelse, at Danmark kvalificerede sig til EM-slutrunden for første gang siden EM 1964. Det danske landshold var endt på sidstepladsen i sine kvalifikationsgrupper i de foregående fire EM-kvalifikationer, så ikke mange havde regnet med at se Danmark som nr. 1 i en kvalifikationsgruppe med bl.a. England.
En endnu større overraskelse var det, at det lykkedes for danskerne at spille sig til semifinalen, hvor det blev til et knebent nederlag til Spanien efter straffesparkskonkurrence. Tredjepladsen var Danmarks bedste resultat hidtil ved EM efter fjerdepladsen i 1964.

## Kvalifikationsturnering
De 32 deltagende hold var inddelt i syv kvalifikationsgrupper. De syv gruppevindere gik videre til slutrunden.
| Gruppe 1 | Kampe | Mål  | Point |
| -------- | ----- | ---- | ----- |
| Belgien  | 6     | 12-8 | 9     |
| Schweiz  | 6     | 7-9  | 6     |
| DDR      | 6     | 7-7  | 5     |
| Skotland | 6     | 3-8  | 4     |

| Gruppe 2      | Kampe | Mål  | Point |
| ------------- | ----- | ---- | ----- |
| Portugal      | 6     | 11-6 | 10    |
| Sovjetunionen | 6     | 11-2 | 9     |
| Polen         | 6     | 6-9  | 4     |
| Finland       | 6     | 3-14 | 1     |

| Gruppe 3   | Kampe | Mål   | Point |
| ---------- | ----- | ----- | ----- |
| Danmark    | 8     | 17-5  | 13    |
| England    | 8     | 23-3  | 12    |
| Grækenland | 8     | 8-10  | 8     |
| Ungarn     | 8     | 18-17 | 7     |
| Luxembourg | 8     | 5-36  | 0     |

| Gruppe 4    | Kampe | Mål   | Point |
| ----------- | ----- | ----- | ----- |
| Jugoslavien | 6     | 12-11 | 8     |
| Wales       | 6     | 7-6   | 7     |
| Bulgarien   | 6     | 7-8   | 5     |
| Norge       | 6     | 7-8   | 4     |

| Gruppe 5 | Kampe | Mål  | Point |
| -------- | ----- | ---- | ----- |
| Rumænien | 8     | 9-3  | 12    |
| Sverige  | 8     | 14-5 | 11    |
| Tjekkiet | 8     | 15-7 | 10    |
| Italien  | 8     | 6-12 | 5     |
| Cypern   | 8     | 4-21 | 2     |

| Gruppe 6     | Kampe | Mål   | Point |
| ------------ | ----- | ----- | ----- |
| Vesttyskland | 8     | 15-5  | 11    |
| Nordirland   | 8     | 8-5   | 11    |
| Østrig       | 8     | 15-10 | 9     |
| Tyrkiet      | 8     | 8-16  | 7     |
| Albanien     | 8     | 4-14  | 2     |

| Gruppe 7 | Kampe | Mål   | Point |
| -------- | ----- | ----- | ----- |
| Spanien  | 8     | 24-8  | 13    |
| Holland  | 8     | 22-6  | 13    |
| Irland   | 8     | 20-10 | 9     |
| Island   | 8     | 3-13  | 3     |
| Malta    | 8     | 5-37  | 2     |

## Slutrunde

### Stadioner
Slutrundekampene blev spillet på følgende syv stadioner:
| Stadion                 | By            | Tilskuerkapacitet |
| ----------------------- | ------------- | ----------------- |
| Parc des Princes        | Paris         | 48.400            |
| Stade Félix Bollaert    | Lens          | 43.500            |
| Stade de la Beaujoire   | Nantes        | 52.923            |
| Stade Gerland           | Lyon          | 41.180            |
| Stade Geoffroy-Guichard | Saint-Étienne | 36.000            |
| Stade de la Meinau      | Strasbourg    | 40.860            |
| Stade Vélodrome         | Marseille     | 60.000            |

### Indledende runde
De otte hold blev inddelt i to grupper med fire hold, hvorfra de to bedst placerede hold i hver gruppe gik videre til semifinalerne.
| Dato  | Kamp                   | Res. | Sted          |
| ----- | ---------------------- | ---- | ------------- |
| 12.6. | Frankrig - Danmark     | 1-0  | Paris         |
| 13.6. | Belgien - Jugoslavien  | 2-0  | Lens          |
| 16.6. | Frankrig - Belgien     | 5-0  | Nantes        |
| 16.6. | Danmark - Jugoslavien  | 5-0  | Lyon          |
| 19.6. | Frankrig - Jugoslavien | 3-2  | Saint-Étienne |
| 19.6. | Danmark - Belgien      | 3-2  | Strasbourg    |

| Gruppe A    | Kampe | Mål  | Point |
| ----------- | ----- | ---- | ----- |
| Frankrig    | 3     | 9-2  | 6     |
| Danmark     | 3     | 8-3  | 4     |
| Belgien     | 3     | 4-8  | 2     |
| Jugoslavien | 3     | 2-10 | 0     |

| Dato  | Kamp                    | Res. | Sted          |
| ----- | ----------------------- | ---- | ------------- |
| 14.6. | Vesttyskland - Portugal | 0-0  | Strasbourg    |
| 14.6. | Rumænien - Spanien      | 1-1  | Saint-Étienne |
| 17.6. | Vesttyskland - Rumænien | 2-1  | Lens          |
| 17.6. | Portugal - Spanien      | 1-1  | Marseille     |
| 20.6. | Vesttyskland - Spanien  | 0-1  | Paris         |
| 20.6. | Portugal - Rumænien     | 1-0  | Nantes        |

| Gruppe B     | Kampe | Mål | Point |
| ------------ | ----- | --- | ----- |
| Spanien      | 3     | 3-2 | 4     |
| Portugal     | 3     | 2-1 | 4     |
| Vesttyskland | 3     | 2-2 | 3     |
| Rumænien     | 3     | 2-4 | 1     |

### Semifinaler
| Dato | Kamp | Res. | Sted                                   |
| --- | --- | --- | -------------------------------------- |
| 23.6. | Frankrig - Portugal | 3-2 efs. | Stade Vélodrome, Marseille             |
| | 1-0 Jean-François Domergue (24.) 1-1 Rui Manuel Jordão (74.) 1-2 Rui Manuel Jordão (98.) 2-2 Jean-François Domergue (114.) 3-2 Michel Platini (119.) | 1-0 Jean-François Domergue (24.) 1-1 Rui Manuel Jordão (74.) 1-2 Rui Manuel Jordão (98.) 2-2 Jean-François Domergue (114.) 3-2 Michel Platini (119.) | 54.848 tilskuere Dommer: Paolo Bergamo |
| 24.6. | Danmark – Spanien | 1-1 efs. | Stade Gerland, Lyon                    |
| | Spanien vandt 5-4 i straffesparkskonkurrence. | |                                        |
| 1-0 Søren Lerby (7.) 1-1 Antonio Maceda Francés (67.) Straffesparkskonkurrence: 1-0 Kenneth Brylle 1-1 Carlos Santillana 2-1 Jesper Olsen 2-2 Juan Antonio Señor 3-2 Michael Laudrup 3-3 Santiago Urkiaga 4-3 Søren Lerby 4-4 Victor Muñoz Preben Elkjær brændte 4-5 Manuel Sarabia | 1-0 Søren Lerby (7.) 1-1 Antonio Maceda Francés (67.) Straffesparkskonkurrence: 1-0 Kenneth Brylle 1-1 Carlos Santillana 2-1 Jesper Olsen 2-2 Juan Antonio Señor 3-2 Michael Laudrup 3-3 Santiago Urkiaga 4-3 Søren Lerby 4-4 Victor Muñoz Preben Elkjær brændte 4-5 Manuel Sarabia | 47.483 tilskuere Dommer: George Courtney |                                        |

### Finale
| Dato  | Kamp                                             | Res.                                             | Sted                                      |
| ----- | ------------------------------------------------ | ------------------------------------------------ | ----------------------------------------- |
| 27.6. | Frankrig - Spanien                               | 2-0                                              | Parc des Princes, Paris                   |
|       | 1-0 Michel Platini (57.) 2-0 Bruno Bellone (90.) | 1-0 Michel Platini (57.) 2-0 Bruno Bellone (90.) | 47.864 tilskuere Dommer: Vojtech Christov |

### Europamestrene
| Målmænd                | Målmænd                | Midtbane            | Midtbane               |
| Joel Bats              | Auxerre                | Jean-Marc Ferreri   | Auxerre                |
| Philippe Bergeroo      | Toulouse               | Bernard Genghini    | Monaco                 |
| Albert Rust            | Sochaux                | Jean Tigana         | Bordeaux               |
| Forsvar                | Forsvar                | Bruno Bellone       | Monaco                 |
| Manuel Amoros          | Monaco                 | Daniel Bravo        | Monaco                 |
| Patrick Battiston      | Bordeaux               | Michel Platini      | Juventus               |
| Maxime Bossis          | Nantes                 | Angreb              | Angreb                 |
| Jean-François Domergue | Toulouse               | Alain Giresse       | Bordeaux               |
| Yvon Le Roux           | Monaco                 | Bernard Lacombe     | Bordeaux               |
| Thierry Tusseau        | Bordeaux               | Dominique Rocheteau | Paris Saint-Germain FC |
| Luis Fernandez         | Paris Saint-Germain FC | Didier Six          | Mulhouse               |
| Coach: Michel Hidalgo  |                        |                     |                        |

### Topscorere
| 9 mål - Michel Platini 3 mål - Frank Arnesen 2 mål - Preben Elkjær - Jean-François Domergue - Rui Jordão - Antonio Maceda - Rudi Völler | 1 mål - Jan Ceulemans - Georges Grün - Erwin Vandenbergh - Franky Vercauteren - Klaus Berggreen - Kenneth Brylle - John Lauridsen - Søren Lerby - Bruno Bellone | - Luis Fernández - Alain Giresse - Tamagnini Nené - António Sousa - Laszlo Bölöni - Marcel Coraş - Francisco José Carrasco - Santillana - Miloš Šestić - Dragan Stojković |